# Stadio Palestra Itália
Lo stadio Palestra Itália era uno stadio di calcio di proprietà del Palmeiras situato a San Paolo del Brasile. Trae il nome da quello originario della squadra Società Sportiva Palestra Italia, fondata il 26 agosto 1914 da immigrati italiani. È noto anche come Estádio Parque Antárctica, dal nome della Companhia Antarctica de Bebidas, un'industria di bevande che nel 1920 aveva rilevato la proprietà del club. Un nuovo stadio è stato costruito nel sito, in conformità con i requisiti della Fifa, chiamato Allianz Parque.

## Storia
Per molto tempo la capienza dello stadio risultava di 35.000 spettatori, ma alla fine degli anni novanta, con l'ampliamento delle tribune e l'entrata in vigore di nuove regole di sicurezza, la capienza, i posti a sedere scesero a 29.173.
Tra i più importanti impianti sportivi in Brasile, ha fatto da cornice ad alcune tra le partite più memorabili nella storia del calcio brasiliano, molte delle quali hanno avuto come protagonista il Palmeiras. Nel 1999 vi si disputò la finale di Coppa Libertadores; nel 1998, 1999 e 2000 quelle di Coppa Mercosur; nel 1996 la finale della Coppa del Brasile, oltre a molte finali del Campeonato Paulista.
Nel 2000 una delle partite di finale della Coppa João Havelange (che quell'anno sostituiva il Campeonato Brasileiro), quella che vide di fronte São Caetano e Vasco da Gama, si giocò al Palestra Itália. Nel 2004 nello stadio si svolse una delle gare di finale della Coppa del Brasile tra Santo André e Flamengo.
Oltre al calcio l'Estádio Palestra Itália, in virtù della sua posizione nel centro di San Paolo, è utilizzato per concerti nazionali e internazionali. Nello stadio si sono esibiti tra gli altri Ozzy Osbourne, gli Iron Maiden e i Metallica.

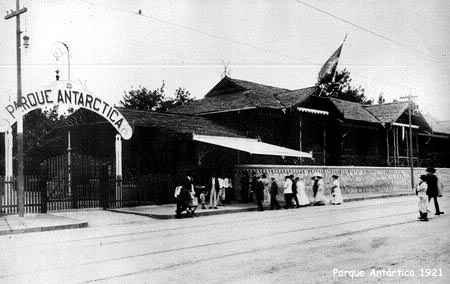
Veduta dello stadio nel 1921

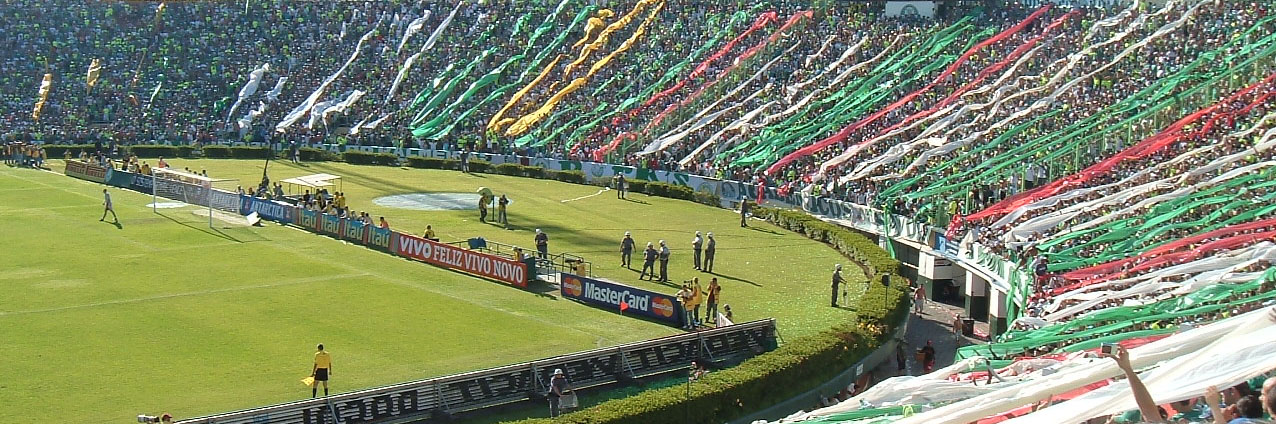
La torcida del Palmeiras nel 2007